# Colombe Marcasiano
Pour les articles homonymes, voir Colombe (homonymie).
Colombe Marcasiano est une artiste française née en 1974, fille de l'artiste américain Peter Marcasiano.
Elle a fait partie de l'association d’artistes Jeune création qui organise des expositions d'art se déroulant chaque année à Paris depuis 1950.